# Astragalus leucocalyx
Astragalus leucocalyx är en ärtväxtart som beskrevs av Mikhail Grigoríevič Popov. Astragalus leucocalyx ingår i släktet vedlar, och familjen ärtväxter. Inga underarter finns listade i Catalogue of Life.